# Biomaterial
Biomaterialele sunt materiale folosite pentru a înlocui o parte a unui sistem viu sau pentru a funcționa în strânsă legatură cu un țesut viu. Pot fi materiale naturale, sintetice sau compozite aflate în contact cu ṭesuturile vii ṣi cu fluidele lor biologice. Ele sunt folosite pentru a ajuta sarcinile ṭesutului afectat sau funcṭiile afectate ale unui organ bolnav. Se poate să realizeze interfaṭarea mediului biologic la dispozitivele medicale prin biochip-uri ID care pot tele-interacṭiona, sau îmbunătățesc o funcṭie afectată a unui organ. Premisa este că interacṭia biomaterial-organism este benefică.
Știinṭa care se ocupă cu studiul materialelor folosite în medicină se numeṣte bioinginerie. Ea implică cercetări fundamentale ṣi dezvoltarea unor tehnologii de obținere la standardele medicale de siguranṭa în exploatare a materialelor. Autoritatea din Europa ce a dictat etica implanturilor, direcțiile internaționale de dezvoltare dar ṣi condițiile tehnice ce țin de obținerea efectivă a implanturilor sau a dispozitivelor medicale, este Comisia Europeană.

## Clasificare

### După origine
1. biomateriale naturale- proteine (keratina, fibrinogene, colagenul, gelatina) , fibre proteinice ( mătase, lână, păr, pânzaa de păianjen, pielea ), catgut, polizaharide (bumbac, celuloză, dextranul, amilaza), metale și oxizi (Titan, Nichel, Magneziu, Zinc), nemetal-compozite (fibra de Bor, Kkevlar-ul) și plastice
2. biomateriale sintetice- polimeri, aliaje ale metalelor, nemetalelor, materiale ceramice ṣi compozite (fibra de carbon)

Institutul American de Fizică a propus în anul 1996, ca primele să se numească biomateriale, spre a le deosebi de cele sintetice, numite ṣi materiale biomedicale.

### După compoziṭia chimică
1. metale ṣi aliaje - au conductibilitate electrică ṣ termică bună, rezistenṭă mecanică ṣi rigiditate mare, ductibiliatate ṣi rezistenṭă la ṣocuri; sunt folosite în ortopedie, chirurgie orală ṣ maxilo-facială, în chirurgia cardiovasculară;
2. polimeri – au conductibilitate electrică, termică ṣi rezistenṭă mecanică slabă, nu se pot prelucra la temperaturi mari, sunt foarte ductili, plastici ṣi rezistenți la ṣocuri; sunt folosiți în aplicații medicale - de exemplu hidrogelurile sunt structuri polimerice reticulare utilizate pentru lentile de contac, membrane pentru hemodializă, înlouiri de coarde vocale, piele artificială, tendoane;
3. material compozit- acestea au proprietăți diverse , în funcṭie de formula de obṭinere din care sunt formate: compozit metal/metal, metal/polimer, 'polimar/polimer', polimer/ceramică, etc
4. materiale ceramice biomedicale – au rezistenṭă mare raportată la masă, rigiditate ṣi rezistenṭă la ṣoc, rezistenṭă la coroziune. Sunt utilizate în dentistică, oftalmologie, indicatoare (termometre, esantioane, mostre, fibre optice endo-scoptice).

### După gradul de tolerare în organism
1. temporare - fibre de sutură, proteze esofagiene, unele atele ortopedice, sonde-diagostic
2. permanente - sarme de sutură și bypass, proteze cardiace, proteze ortopedice, opto-lentile oculare

### După funcția pe care o realizează
1. înlocuire de țesut dur - în ortopedie (atele, capace), stomatologie (implanturi, coroane)
2. înlocuire de țesut moale - în cardiologie (artere), oftalmologie (ochelari)
3. biomateriale cu funcṭii specifice - membrane pentru industria farmaceutica ṣi sânge, membrane de dializă, stimulare cardiacă, plămân artificial, biomateriale de diagnostic, terapie, instrumentație

### După localizare
1. biomateriale intracorporale- realizate sub formă de dispozitive complexe de stimulare a proceselor fiziologice (rinichi artificiali pentru dializa sângelui, plămân artificial de oxigenare a sângelui, inimă artificială, pancreas artificial pentru eliberare de insulină), sub formă de dispozitive semipermanente sau pentru dispozitive temporare
2. biomateriale paracorporale-utilizate la interfaṭa cu mediul biologic
3. biomateriale extracorporale - utilizate pentru transportul sângelui ṣi a lichidelor transfuzabile, containere farmaceutice, tuburi, seringi, instrumente chirurgicale, materiale de împachetare (sterile ṣi nesterile)

### După interacṭiunea cu organismul materiale pot fi:
1. bioinerte - care nu provoacă răspuns (sau provoacă răspuns minim) din partea gazdei, deci nu interacṭionează cu ṭesutul viu cum ar fi- porțelanul dentar sau unele biosticle, în contact direct cu osul sau separate de acestea printr-un strat subțire;
2. bioactive - care presupun interacṭiuni fizico-chimice cu ṭesutul viu ṣi dau răspunsuri benefice, refacerea în zona de contact ṣi stimularea creṣterii de celule endoteliale
3. biotolerate - separate de organism printr-o interfaṭă suficient de groasă încât nu apar perturbări importante de compatibiliate cu acestea;
4. bioresorbabile - supuse unui proces de dizolvare/ resorbție după introducere în organis, sunt treptat înlocuite prin avansul țesutului viu
5. hibride - care presupun asocierea unui material inert cu celule vii.[3]

## Teste de biocompatibilitate
Un biomaterial poate să aibă toate caracteristicile mecanice, fizice ṣi chimice cerute de o aplicaṭie medicală dar la contactul cu mediile biologice, inclusiv cu organismul uman, el găseṣte condiții fiziologice particulare cu care interacṭionează prin procese specifice, precum difuzia de ioni ṣi fluide, drenaj limfatic, circulaṭia sângelui, dar ṣi prin mecanisme fiziologice (locale ṣi sistematice) mai puțin previzibile. Aceste reacṭii specifice fac ca materialul să fie sau nu tolerat de mediul respectiv. Mai mult, în acelaṣi organism uman, aceste condiṭii mecanice, fizico-chimice ṣi fiziologice variază într-un domeniu destul de larg. De exemplu, pH-ul are valoare de 1.2 -3 în sucul gastric până la 7.15-7.4 în sânge ṣi 6-8 în mediul intracelular, sau temperatura care are valoare normală de 37˚C la nivelul inimii, dar poate să fie 20˚C – 42.5˚C în anumite boli.
Succesul actului medical este asigurat numai de interacțiunea biomaterial-organism viu, adică biocompatibilitatea material- mediu biologic.
Un material care îndeplineṣte la început toate cerințele de biocompatibilitate poate să piardă în timp aceste calităṭi nu numai datorită unor procese de uzură, oboseală, degradare, dar ṣi pentru că ṭesuturile înconjurătoare, iniṭial sănătoase, se îmbolnăvesc sau pur ṣi simplu îmbătrânesc.
Indiferent de aplicaṭia medicală, un material biocompatibil trebuie să îndeplinească următoarele cerinṭe:
- să nu fie toxic ṣi să nu conṭină produṣi filtranṭi
- să nu provoace efecte alergice, cancerigene, teratogene (generate de anomalii morfologice)
- să nu provoace fenomene de respingere de către organism
- să nu modifice compoziṭia sângelui ṣi să nu perturbe mecanismul coagulării (să fie hemocompatibil)
- să nu modifice pH-ul biologic
- să nu provoace sedimentări în țesuturi ṣi biodegradări
- să nu conțină site hidrofile sau hidrofobe care să favorizeze pătrunderea ṣi aderenṭa celulară

Teste de biocompatibiliate, după recomandări din ISO – 10993 ṣi EN – 30993:
- biocompatibilitatea materialelor în contact cu organismul viu se stabileṣte prin teste de laborator (in vitro ṣi ex vivo), teste preclinice (in vivo) pe animale, iar în final prin teste clinice (in vivo) pe organisme umane
- testele se realizează într-o ordine foarte precisă, în aceleaṣi condiții de pH (bazicitate), temperatură, ca în organismul viu;
- anumite teste se pot realiza atât in vitro cât ṣi in vivo, ele se numesc complementare
- testele sunt diferite, după cum materialele sunt în contact cu organismul viu pe durată limitată (24 h), prelungită (24 h – 30 zile) ṣi permanentă (peste 30 zile);
- testele se fac cu materiale de referință (de control), procesate în aceeaṣi manieră, cu aceeaṣi compoziṭie chimică, sterilizate prin aceeaṣi tehnică; este indicat ca materialul să nu fie nici cel mai performant; dar nici cel mai modest din punct de vedere al proprietăṭilor de biocompatibilitate[necesită citare].

## Aplicaṭiile biomaterialelor
| Domeniul                                  | Exemplu                                              |
| ----------------------------------------- | ---------------------------------------------------- |
| înlocuire unei părți bolnave sau vătămate | articulaṭii artificiale de ṣold, rinichi artificiali |
| asistarea la vindecare                    | suturile, plăcile ṣi ṣuruburile la os                |
| îmbunătăṭirea funcṭiei                    | stimulator cardiac, lentile de contact               |
| corectarea anomaliilor funcṭionale        | tijă verticală Harrington                            |
| corectarea unor probleme estetice         | mamoplastie de mărire, mărirea bărbiei               |
| ajutor în stabilirea diagnosticului       | sonde, tuburi de drenaj                              |
| ajutor în aplicarea tratamentelor         | tuburi de drenaj, canule                             |

## Biomateriale folosite în diferite organe
| Organul        | Exemple                                                   |
| -------------- | --------------------------------------------------------- |
| inima          | stimulator cardiac, valvă artificială de inimă            |
| plămânul       | aparat de oxigenare (plămân artificial)                   |
| ochiul         | lentile de contact, înlocuirea cristalinului              |
| urechea        | agrafe artificiale, corectarea estetică a urechii externe |
| rinichi        | rinichi artificial (aparat de dializă)                    |
| vezica urinară | tuburi de drenaj                                          |

## Biomateriale folosite în diferite sisteme ale corpului omenesc
| Sistemul    | Exemple                                         |
| ----------- | ----------------------------------------------- |
| osos        | plăci de os, înlocuirea articulaṭiilor          |
| muscular    | suturi                                          |
| digestiv    | suturi                                          |
| circulator  | valve de inimă ṣi vase de sânge artificiale     |
| respirator  | aparate de oxigenare (plămân artificial)        |
| tegumentar  | suturi, acoperirea arsurilor, piele artificială |
| urinar      | tuburi drenaj, rinichi artificiali              |
| nervos      | canal hidrocefal, stimulator cardiac            |
| endocrin    | celule pancreatice microîncapsulate             |
| reproductiv | mamoplastie, alte înlocuiri estetice            |